# Konrad Pelikan
Conradus Pelicanus (1478-1556) (Konrad Pellicanus) (* Rouffach, 8 de Janeiro de 1478 † Zurique, 6 de Abril de 1556) foi humanista, teólogo e reformador alemão

## Obras
- In pentateuchum sive quinque libros Mosis ... commentarii., Konrad Pellicanus; Ludwig Lavater, 1582
- Die Hauschronik Konrad Pellikans von Rufach : ein Lebensbild aus der Reformationszeit, Konrad Pellicanus; Theodor Dulpinus, 1892
- Biblia sacrosancta Testamenti Veteris & Novi : è sacra Hebraeorum lingua Graecorumque fontibus, consultis simul orthodoxis interpretibus, religiosissime translata in sermonem Latinum ..., Heinrich Bullinger; Konrad Pellikan; Leo Jud; Rudolf Walther; Petrus Cholinus, 1544
- Das Chronikon des Konrad Pellikan, 1877, Konrad Pellicanus; Bernhard Riggenbach
- Conradi Pellicani de modo legendi et intelligendi Hebraeum : Deutschland's erstes lehr- lese- und wörterbuch der Hebräischen spraché ..., 1877, Konrad Pellicanus; Eberhard Nestle
- Aepitoma omnis phylosophiae, alias, Margarita phylosophica tractans de omni genere scibili : cum additionibus qu[ae]in aliks non habentur, 1504, Gregor Reisch; Conrad Pellicanus
- [Christophorvs Froschovervs Pio Lectori S. D. En Damvs Tibi Christianissime Lector, Commentaria Bibliorvm Et Illa Brevia Qvidem Ac Catholica, erudissimi simul & prijssimi uiri Chvonradi Pellicani Rubeaquensis, qui & Vulgatam commentarijs inseruit æditionem, sed ad Hebraicam lectionem accurate emendatam ...] Tomvs Secvndvs In Qvo Continentvr Historia Sacra, Prophetae Inqvam Priores, Libri Videlicet Iosue, Iudicum, Ruth, Samuelis, Regum, & ex Hagiographis, Paralipomenon, Ezr[a]e, Nehemiæ, & Hester, 1533